# Reformierte Kirche Obermutten

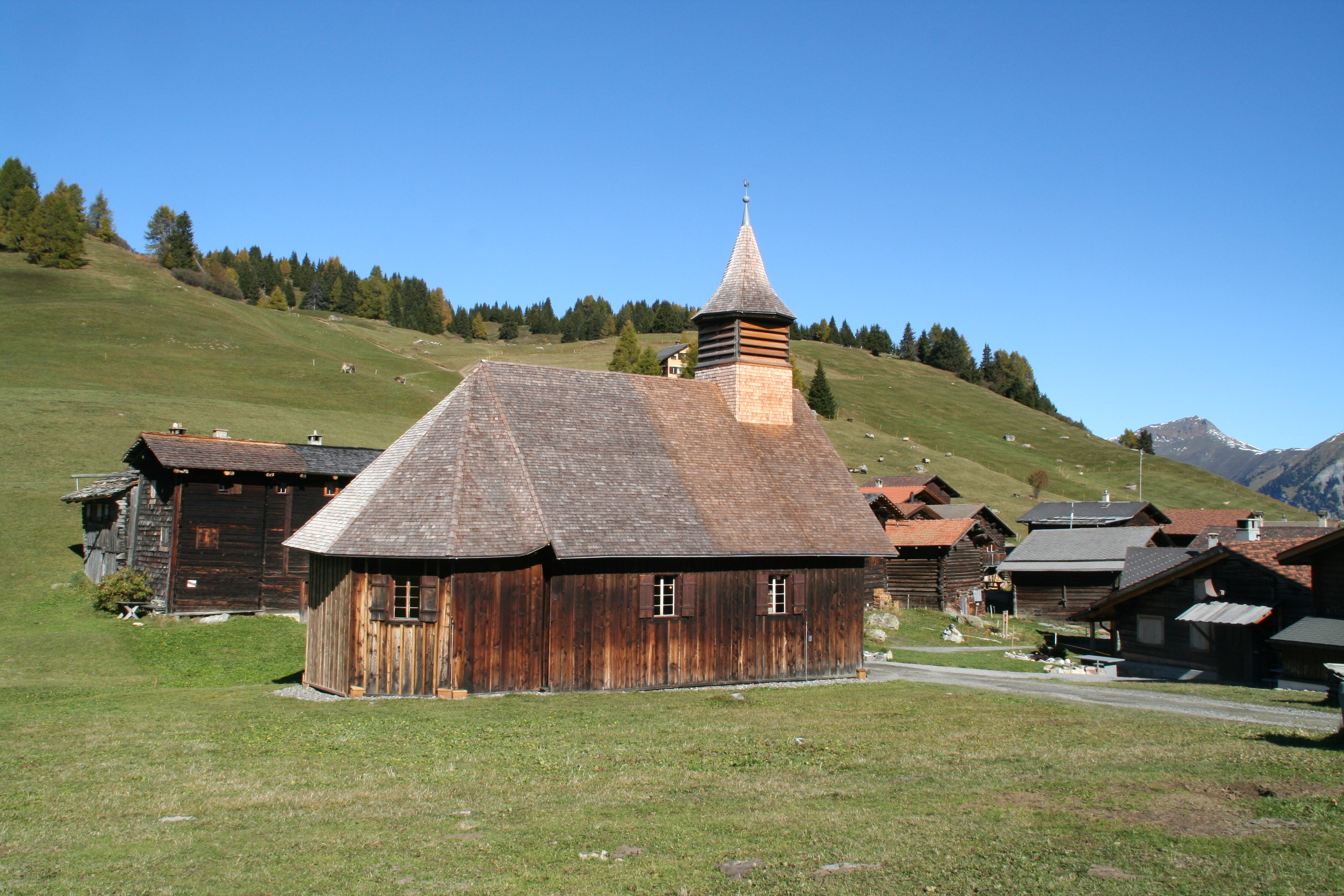
Aussenansicht

Die reformierte Kirche in Obermutten in Graubünden ist ein evangelisch-reformiertes Gotteshaus unter kantonalem Denkmalschutz.

## Geschichte und Ausstattung
Die Kirche ist der einzige Sakralbau in der Schweiz, der gänzlich aus Holz besteht. Zudem ist sie die höchstgelegene Holzkirche in Europa. Erbaut wurde sie 1718 aus Lärchenholz. 

### Glocken
Der Dachreiter wurde 1930 anlässlich einer Restauration aufgesetzt. Die zwei Glocken im Dachreiter hingen zuvor unter dem Dachvorsprung an der Front. 
- Die kleinere Glocke mit einem Durchmesser von 42 Zentimetern trägt die Inschrift DER GEMEIND MUTTEN SOLI DEO GLORIA / JOHANNES SCHMID V GRUENECK BURGER IN CHUR GOSS MICH / ANNO 1722 DEN 14. APRILLEN.
- Die grössere Glocke trägt die Inschrift ANNO 1723 GOSS MICH CHRISTIAN SCHMID VON BREGENZ. Sie hat einen Durchmesser von 52 Zentimetern.

### Inneres

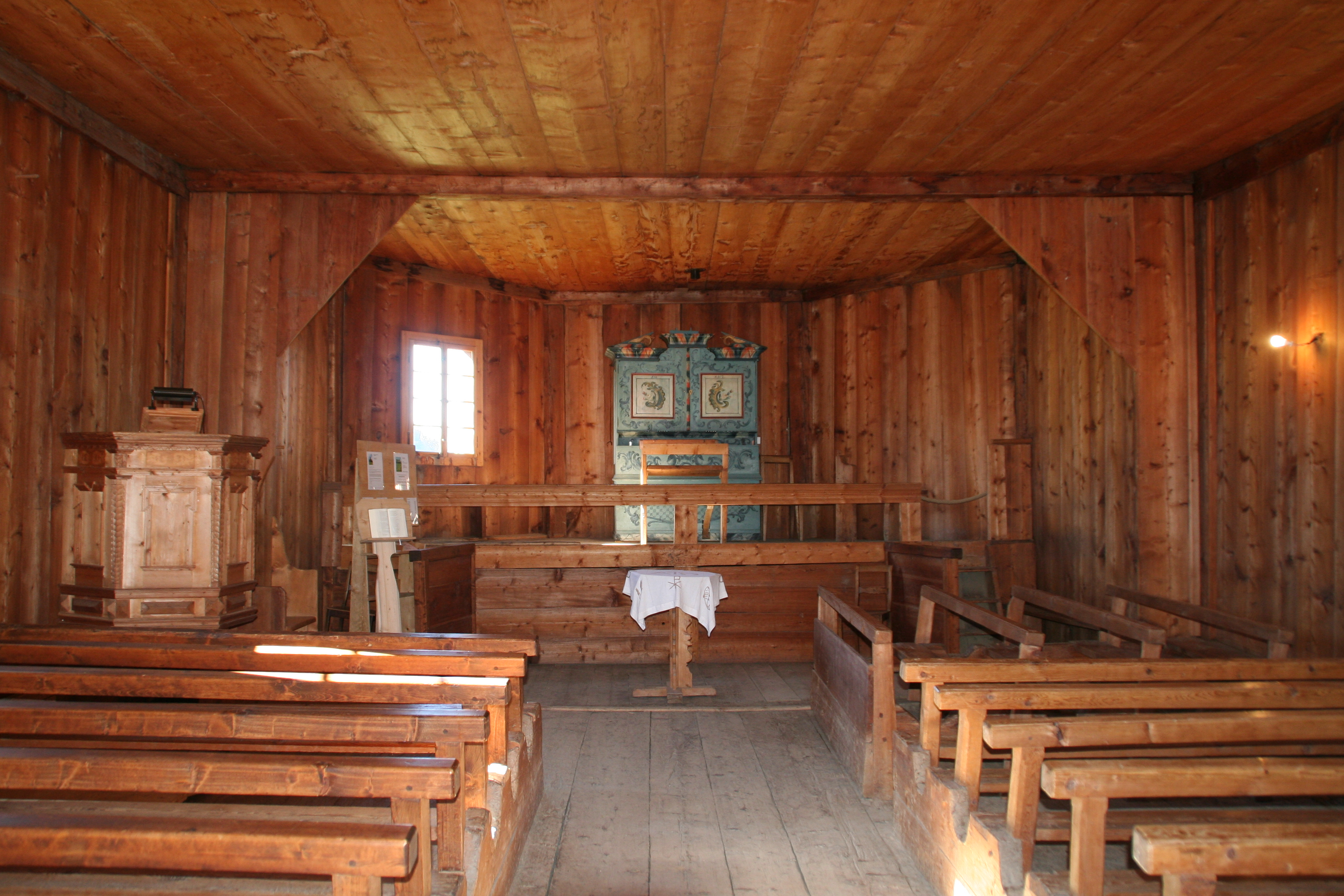
Innenansicht

Im Zentrum des schlicht gehaltenen Inneren steht ein aus Holz gefertigter, mobiler Tauf- und Abendmahlstisch. Ihm zur Seite befindet sich eine einfache Kanzel ohne Schalldeckel.
Auf einer leicht erhöhten Empore hinter dem Abendmahlstisch steht eine Toggenburger Hausorgel von 1807. Sie wurde von Heinrich Amman erbaut und gemäss Inschrift von Friedrich und Anthoni Michel gestiftet. Sie ist mit farbiger Bauernmalerei gefasst und hebt sich damit von der holzfarbenen Umgebung ab. Durch Klappläden kann der Orgelprospekt verschlossen werden. Zuletzt wurde das Instrument 1975 durch die Manufaktur Mathis Orgelbau restauriert. Auf dem Manual können folgende fünf Register angespielt werden: Coppel 8' – Flöte 4' – Quinte 2 2⁄3' – Prinzipal 2' – Oktave 1'.

## Kirchliche Organisation
Die Evangelisch-reformierte Landeskirche Graubünden führt Obermutten als Predigtstätte der Kirchgemeinde Mutten, die mit Sils im Domleschg in Pastorationsgemeinschaft steht.

## Bilder

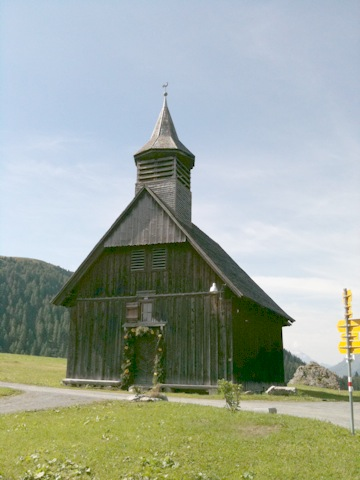
Ansicht von vorne
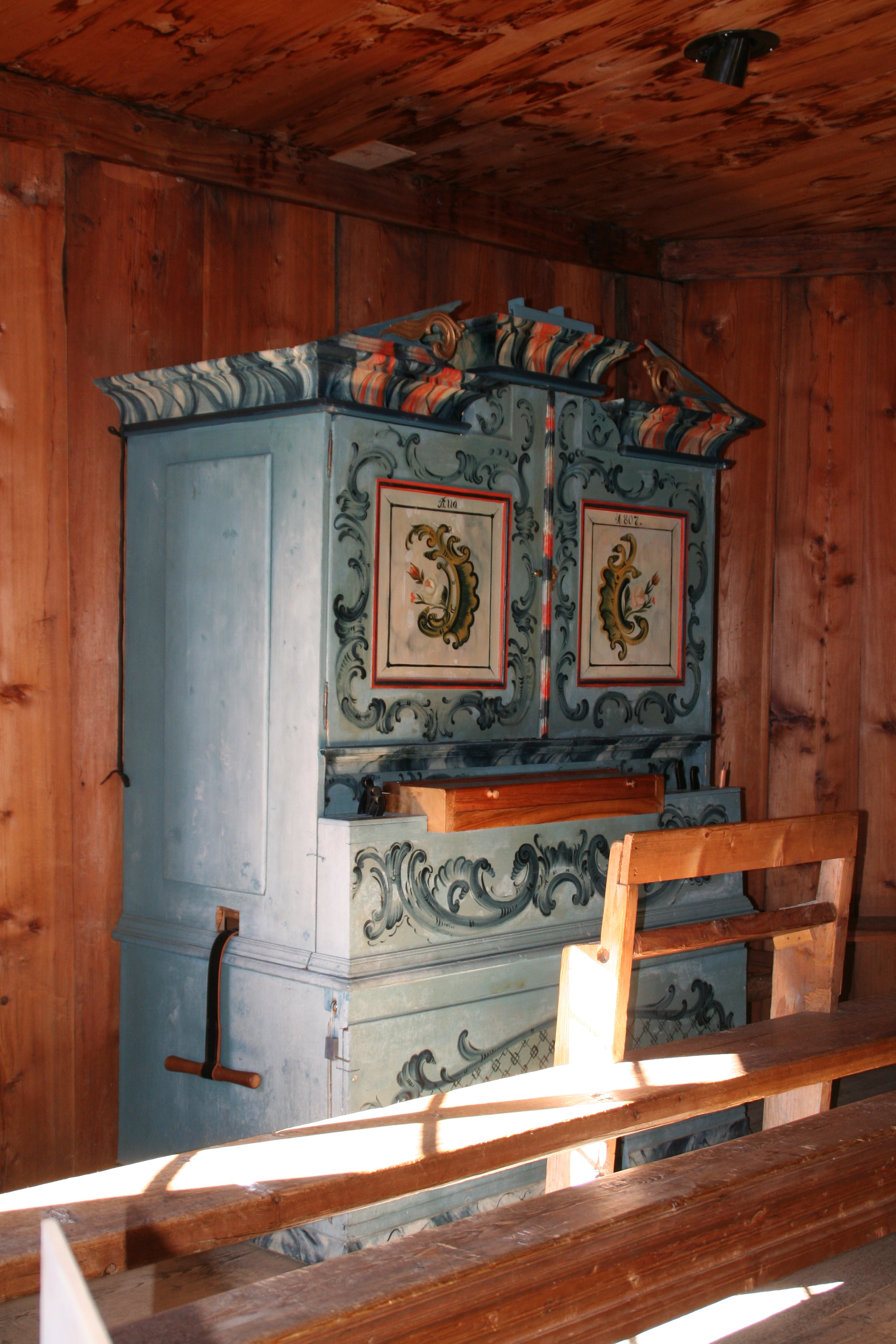
Orgel
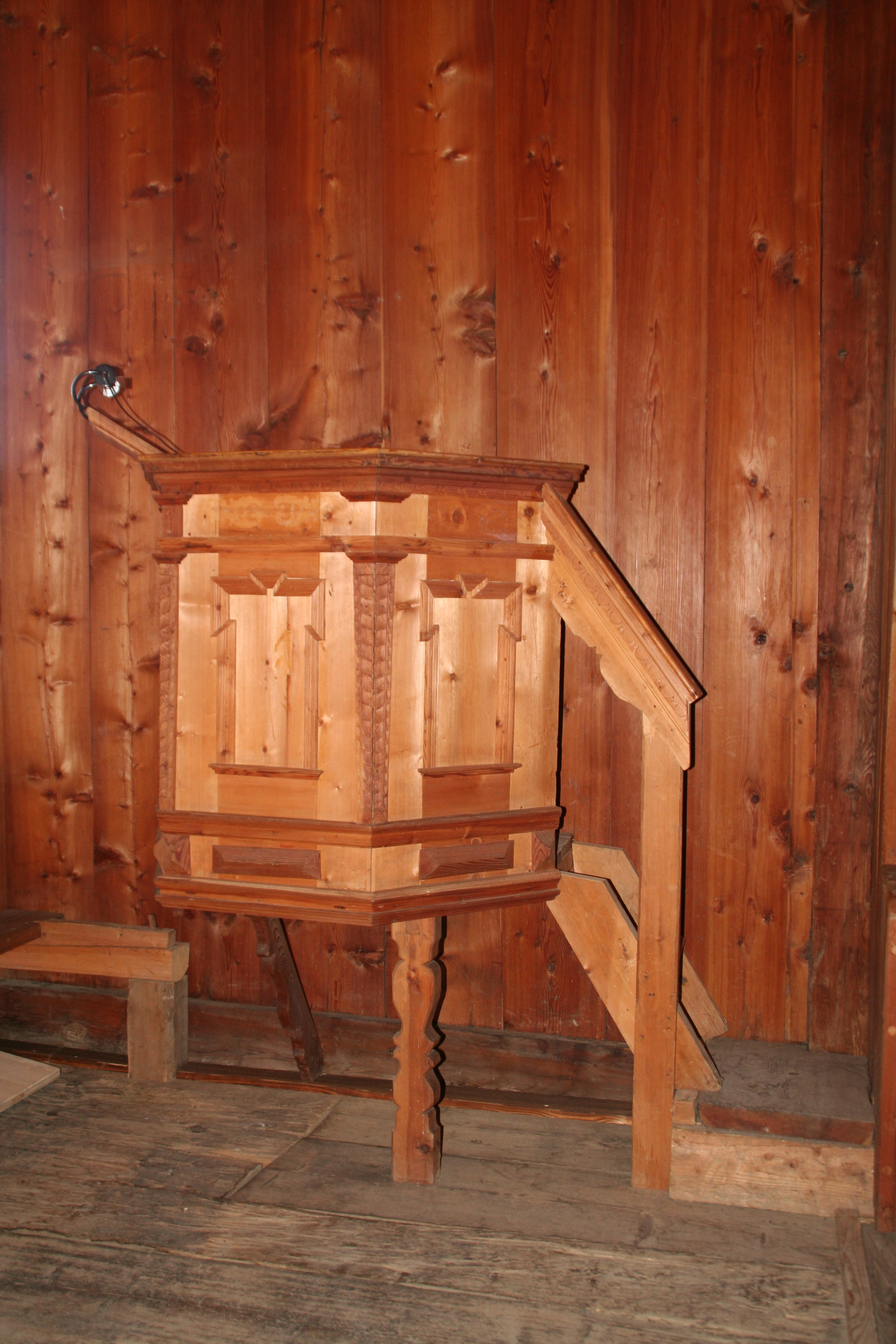
Kanzel